# Yoshiyuki Kato
Yoshiyuki Kato (加藤 善之, Kato Yoshiyuki) est un footballeur japonais né le 27 juillet 1964 dans la Tokyo au Japon.

## Palmarès
- Championnat du Japon :
  - Champion en 1993, 1994 (Verdy Kawasaki).